# Theodorus van Lierop
Theodorus van Lierop (Eindhoven, 19 november 1780 - Eindhoven, 17 april 1862) is een voormalig wethouder van de Nederlandse stad Eindhoven. 
Van Lierop werd geboren als zoon van Adrianus van Lierop en Catharina van Oorschot. Hij was koopman en wethouder van Eindhoven van 1844 tot 1851, toen de nieuwe gemeentewet met de rechtstreekse verkiezing van de gemeenteraad van kracht werd. Van Lierop was lid van het kiescollege van 1824 tot 1850 en van de gemeenteraad van 1827 tot 1859.
Hij trouwde te Eindhoven op 8 juni 1806 met Anna Maria van de Moosdijk, dochter van burgemeester Johannes Hendrikus van de Moosdijk en Catharina Zeegers, gedoopt te Eindhoven op 3 oktober 1774, overleden in Eindhoven op 12 november 1857.